# Thuli Madonsela
Thulisile Nomkhosi "Thuli" Madonsela (nascida em 28 de setembro de 1962) é uma advogada sul-africana e professora de direito, ocupando uma cadeira de justiça social na Universidade de Stellenbosch, desde janeiro de 2018. Ela atuou como Protetora Pública da África do Sul de 19 de outubro de 2009 a 14 de outubro de 2016. Em 1996, ela ajudou a redigir a constituição final da África do Sul, promulgada pelo então presidente Nelson Mandela.

## Infância e educação
Thulisile Madonsela nasceu em Joanesburgo, na África do Sul, em 1962, filha dos comerciantes informais Bafana e Nomasonto, e cresceu em Soweto, cidade contígua a Joanesburgo. Ela frequentou a Evelyn Baring High School, na cidade de Nhlangano, na Suazilândia, de onde sua família é originária. Ela se formou em Direito pela Universidade da Suazilândia em 1987, e tem um diploma de Bacahrel em Direito (LLB) pela Universidade de Witwatersrand, de 1990. Em março de 2015, Thulisile Madonsela recebeu o título de Doutora Honoris Causa em Direito pela Universidade de Stellenbosch, seguido por outro grau de Doutora Honoris Causa em Direito pela Universidade da Cidade do Cabo, em junho de 2015. Ela também tem Doutorado honorário da Universidade de Rhodes e da Universidade de Fort Hare.

## Política
Thulisile Madonsela foi, até 2007, membro ordinária da secção de Pretória do Congresso Nacional Africano (ANC). Durante a era do apartheid, Thulisile Madonsela serviu no ANC e na organização anti-apartheid da Frente Democrática Unida. Ela acredita que ocupar um cargo político não seria sua "melhor contribuição como ser humano". Em 1994, ela recusou o cargo de parlamentar do ANC no primeiro Parlamento pós-apartheid da África do Sul. Em janeiro de 2014, vários ramos do ANC em Gauteng a haviam indicado, sem sucesso, como candidata a representar o ANC na Assembleia Nacional ou em uma das legislaturas provinciais nas eleições gerais de 2014. Seu porta-voz disse que ela não sabia da indicação e não a aceitara.

## Início de carreira
Thulisile Madonsela trabalhou para sindicatos e nos setores público e privado desde a década de 1980. Ela era membro da equipe que elaborou a constituição final da África do Sul, promulgada pelo então presidente Nelson Mandela, em 1996. Após a morte de Mandela, Thulisile Madonsela disse em homenagem a ele: "Sempre o admiraremos por submeter de bom grado sua administração ao escrutínio de freios e contrapesos, como os tribunais e instituições que apoiam a democracia quando suas ações são questionadas." Antes de sua nomeação como Protetora Pública, Thulisile Madonsela atuou como membro em tempo integral da Comissão Sul-Africana de Reforma da Lei, nomeada para o cargo em 2007 pelo então presidente Thabo Mbeki.

## Protetora Pública
Thulisile Madonsela foi nomeada Protetora Pública pelo Presidente Jacob Zuma para um mandato não renovável de sete anos, com início em 19 de Outubro de 2009, com apoio unânime da Assembleia Nacional multipartidária. No anúncio da sua nomeação, Jacob Zuma disse que Thulisile Madonsela “terá de garantir que este gabinete continue acessível aos cidadãos comuns e que desenvolva o seu trabalho sem medo ou favorecimento”. Thulisile Madonsela compara seu papel como Protetora Pública à tia paterna de um chefe da etnia Venda, conhecida como makhadzi, uma figura não política que "dá voz ao povo enquanto dá consciência ao líder tradicional".
Em 2012, ela investigou "propinas" recebidas por Julius Malema no contexto de contratos do departamento de trânsito concedidos à empreiteira externa On-Point Engineering.

### Relatório "Seguro no Conforto"
Como Protetora Pública, Thulisile Madonsela investigou reclamações sobre gastos públicos na propriedade particular de Jacob Zuma, na cidade de Nkandla, em KwaZulu-Natal. Seu relatório final sobre atualizações de segurança na propriedade de Zuma, intitulado Secure in Comfort, foi publicado em 19 de março de 2014. Thulisile Madonsela descobriu que Zuma se beneficiou indevidamente de 246 milhões que o estado gastou nas melhorias. Seu relatório foi recebido com muitas críticas e oposição de representantes do partido governante do ANC. Pouco antes de seu relatório final ser tornado público, o secretário-geral do ANC, Gwede Mantashe, e a ministra Lindiwe Sisulu fizeram declarações públicas minando Thulisile Madonsela e seu relatório, com Mantashe chamando-o de "relatório político". Após sua publicação, a Liga da Juventude do Congresso Nacional Africano (ANCYL) pediu a renúncia de Madonsela, e membros da ANCYL e do Congresso de Estudantes Sul-Africanos alinhados ao ANC (COSAS) fizeram comentários depreciativos sobre ela. O COSAS, que havia sido advertido pela ministra do gabinete Nosiviwe Mapisa-Nqakula por uma observação "sexista", posteriormente retirou "um discurso pessoal à camarada Thulisile Madonsela". O chefe do ANC, Stone Sizani, disse "acreditamos firmemente que ela ultrapassou os limites" ao fazer alguns "comentários depreciativos" com "conotações políticas". Um grupo de advogados de KwaZulu-Natal iniciou uma campanha pública para desacreditar seu relatório, e ela foi acusada pelo ministro do gabinete Fikile Mbalula de ter uma agenda política. Em 4 de julho de 2014, os parlamentares do ANC no comitê de pasta da justiça se opuseram às "opiniões de natureza política" de Thulisile Madonsela e o presidente do comitê, Mathole Motshekga, sugeriu que os poderes do Protetor Público, que são regidos pela constituição do país, fossem revistos.
Jacob Zuma fez uma apresentação ao Parlamento em 14 de agosto de 2014 sobre o relatório de Thulisile Madonsela sobre o caso de Nkandla. Madonsela escreveu uma carta a Zuma em 21 de agosto de 2014, afirmando que sua apresentação ao Parlamento não era uma resposta adequada ao seu relatório e solicitando uma resposta à sua carta até 4 de setembro de 2014. Durante uma coletiva de imprensa em 26 de agosto de 2014, Gwede Mantashe criticou sua forma de lidar com o assunto, dizendo que o ANC quer que ela "se comporte corretamente" e "não abuse" de seu mandato, enquanto sua vice Jessie Duarte expressou preocupação sobre Thulisile Madonsela ser "populista em sua orientação". Posteriormente, Madonsela deu uma conferência de imprensa a 28 de agosto de 2014, na qual defendeu as suas ações e pediu aos membros do ANC que interferem nas suas funções que parassem de o fazer. No mesmo dia, a organização de direitos civis AfriForum apresentou acusações criminais contra Mantashe e Duarte por violar a Lei do Protetor Público ao insultar o Protetora Pública. O secretário-geral do parceiro da Aliança Tripartida do ANC, COSATU Zwelinzima Vavi, e o secretário-geral de sua maior afiliada, NUMSA, Irvin Jim, posteriormente defenderam Thulisile Madonsela e criticaram a resposta do ANC. Posteriormente, Thulisile Madonsela afirmou à mídia que sua carta a Zuma complementa o processo parlamentar paralelo, “porque finalmente eles teriam os comentários do presidente sobre meu relatório. Mas agora eles só têm a iniciativa do próprio presidente, que é uma declaração geral sobre suas observações sobre o que aconteceu lá, mas ele não está dizendo se concorda ou discorda de mim. Ele não está dizendo o que vai fazer para consertar seu governo." Em 6 de setembro de 2014, o vice-ministro da Defesa e veteranos militares Kebby Maphatsoe acusou publicamente Thulisile Madonsela de "agir como uma contra-revolucionária" e trabalhar para a CIA. Thulisile Madonsela disse que acusaria Maphatsoe de desacato se ele não se retratasse de suas acusações. O ANC se distanciou das declarações de Maphatsoe e ele as retirou publicamente em 9 de setembro de 2014. Em resposta por escrito enviada a Thulisile Madonsela em 11 de setembro de 2014, Jacob Zuma discordou de seu entendimento sobre sua autoridade no assunto.
Os partidos de oposição Economic Freedom Fighters e Democratic Alliance abordaram o Tribunal Constitucional para fazer cumprir as conclusões de Thulisile Madonsela depois de terem sido ignoradas por Zuma e rejeitadas no Parlamento. Em 31 de março de 2016, o Tribunal Constitucional proferiu um julgamento unânime declarando que o relatório da Protetora Pública era vinculante e Zuma e a Assembleia Nacional não cumpriram a constituição do país. O tribunal ordenou que o Tesouro Nacional determine o valor que Zuma deve devolvesse e ordenou que Zuma o fizesse em 45 dias após a aprovação do relatório do Tesouro Nacional pelo tribunal.

### Relatório "Estado de Captura"
O relatório final de Thulisile Madonsela, "Estado de Captura", foi divulgado quando seu mandato de 7 anos chegou ao fim em outubro de 2016. Seu relatório foi resultado da denúncia apresentada por um padre católico, chamado padre Stanslaus Muyebe. O relatório usou Wikipedia, News24, Mail & Guardian e parte da oposição como fonte de sua captura de estado, incluindo a influência imprópria da família Gupta sobre o presidente Jacob Zuma. Thulisile Madonsela instruiu o Presidente a nomear uma comissão judicial de inquérito, chefiada por um juiz nomeado pelo Presidente do Tribunal. Zuma chamou o relatório de "propaganda política" e o contestou no tribunal, mas o Tribunal Superior rejeitou a contestação em dezembro de 2017, determinando que Zuma deveria implementar as ações corretivas em 30 dias e proferindo uma ordem de custas pessoais contra Zuma.

## Vida pessoal
Thulisile Madonsela criou seus dois filhos, um menino e uma menina, como mãe solteira. Seu marido morreu quando os filhos eram muito pequenos. Em 1980, Thulisile Madonsela iniciou sua carreira como professora assistente em sua antiga escola, Evelyn Baring High School, na Suazilândia. Em 1982, ela se tornou professora assistente na Naledi High School em Soweto, uma das escolas no centro da Revolta de Soweto de 1976. No final de julho de 2018, ela revelou que estava noiva de Dick Foxton, um consultor de relações públicas.

## Prêmios
- 2011 - Daily Maverick a nomeou Personalidade Sul-Africana do Ano por "servir como ouvidoria para o exercício do poder executivo com compromisso inabalável com a verdade".[5]
- 2014 – A revista Time a nomeou uma das 100 pessoas mais influentes do mundo na categoria Líderes e a descreveu como "um exemplo inspirador do que os funcionários públicos africanos precisam ser".[20][58]
- 2014 – Glamour Women of the Year Awards – nomeada Mulher de Coragem[59]
- 2014 - ANN7 Sul-Africano do Ano[60][61]
- 2014 – Prêmio Internacional de Integridade da Transparência[62]
- 2015 – Doutor em Direito ( honoris causa ), University of Fort Hare (2013), Stellenbosch University (março), Rhodes University (abril) e University of Cape Town (junho) [63]
- 2016 – FW de Klerk Goodwill Award[64]
- 2016 – Personalidade Africana do Ano da Forbes
- 2016 – Escolhida como uma das 100 Mulheres da BBC[65]
- 2016 – Prêmio África Alemã [66]
- 2018 – Ordem do Mérito da República Federal da Alemanha[67]

## Publicações
- Madonsela, Thuli (1995). «Beyond Putting Women on the Agenda». Agenda. 11 (24): 27–38. JSTOR 4065890. doi:10.2307/4065890
- Madonsela, Thuli (1995). «A fair deal for the woman worker?». In:  Liebenberg. The Constitution of South Africa from a gender perspective. Cape Town: Community Law Centre at the University of the Western Cape in association with David Philip. ISBN 9780620196567
- Maluleke, Mikateko Joyce; Madonsela, Thuli (2004). Women and the law in South Africa: Gender equality jurisprudence in landmark court decisions (PDF). [S.l.]: Department of Justice and Constitutional Development
- Madonsela, Thuli (1 de setembro de 2012). «Corruption» (PDF). Quarterly Roundtable (24): 8–13. Consultado em 4 de setembro de 2014. Cópia arquivada (PDF) em 4 de setembro de 2014
- Madonsela, Thuli (19 de março de 2014). Secure in Comfort (PDF). [S.l.]: Public Protector South Africa. ISBN 9781920692155. Cópia arquivada (PDF) em 4 de janeiro de 2015